# アックアヴィーヴァ・コッレクローチェ
アックアヴィーヴァ・コッレクローチェ（イタリア語: Acquaviva Collecroce）は、イタリア共和国モリーゼ州カンポバッソ県にある、人口約600人の基礎自治体（コムーネ）。

## 地理

### 位置・広がり

#### 隣接コムーネ
隣接するコムーネは以下の通り。
- カステルマウロ
- グアルディアルフィエーラ
- パラータ
- サン・フェリーチェ・デル・モリーゼ
- タヴェンナ